# And a Little Child Shall Lead Them
And a Little Child Shall Lead Them er en amerikansk stumfilm fra 1909 af D. W. Griffith.

## Medvirkende
- Marion Leonard
- Arthur V. Johnson
- Adele DeGarde
- David Miles
- Anita Hendrie